# 崎田直次
崎田 直次（さきた ただじ、1928年5月15日－2001年5月9日）は、日本の法学者。商法学者。専門は会社法。中央大学名誉教授。

## 略歴
1952年中央大学法学部法律学科卒業。中央大学法学部助手。1957年中央大学法学部助教授。1964年中央大学法学部教授。1965年中央大学大学院法学研究科教授。1969年中央大学法学部長・同大学院法学研究科委員長（～1969年）。1970年学校法人中央大学評議員（～1994年）。1972年学校法人中央大学常任理事（～1982年）。1999年中央大学定年退職。同名誉教授。
この他、旧司法試験第二次試験考査委員（1972年～1983年）、社団法人私立大学連盟常務理事（1973年～1983年）、文部省教育委員養成審議会委員（1977年～1985年）

## 著書
- 『企業会計法規及会社法実例』（文久書林、1962年）
- 『会社法ノート』（文久書林、1966年）
- 『商行為法』（編著、青林書院新社、1980年）

## 恩師及び門下生
指導教授は田中耕太郎の弟子筋の片山金章。門下生は、丸山秀平（中央大学法科大学院教授）、小宮靖毅（中央大学法学部教授）など。